# Pilik czerwonodzioby
Pilik czerwonodzioby (Priotelus temnurus) – gatunek średniej wielkości ptaka z rodziny trogonów (Trogonidae). Występuje endemicznie na Kubie oraz sąsiedniej wyspie Isla de la Juventud. Na Kubie nazywany jest popularnie tocororo od dźwięków jakie wydaje i uważany za symbol tego państwa ze względu na biało-czerwono-niebieskie upierzenie, w barwach flagi kubańskiej.

## Podgatunki
IOC wyróżnia dwa podgatunki P. temnurus (2020):
- P. t. temnurus (Temminck, 1825) – Kuba
- P. t. vescus Bangs & Zappey, 1905 – Isla de la Juventud (Isle of Pines)

## Charakterystyka

### Morfologia
Długość ciała wynosi 23–25 cm, masa ciała 47–75 g. Samice są podobne do samców, choć są nieco mniejsze, a ich czerwony brzuch jest trochę bledszy.

### Ekologia
Pilik czerwonodzioby zasiedla lasy (zarówno suche, jak i wilgotne) zakrzewienia i zagajniki w okolicach strumieni. Żywi się głównie kwiatami, zjada również pąki, owoce (w tym pomarańcze) i owady. Gniazduje zwykle od maja do sierpnia. Gniazdo ulokowane jest w dziupli, zarówno tej opuszczonej przez dzięcioła, jak i naturalnej. W zniesieniu 3 lub 4 jaja; brak innych informacji.

## Status
Międzynarodowa Unia Ochrony Przyrody (IUCN) uznaje pilika czerwonodziobego za gatunek najmniejszej troski (LC – Least Concern). Liczebność światowej populacji nie została oszacowana, ale ptak ten opisywany jest jako pospolity. Trend liczebności populacji uznawany jest za lokalnie spadkowy ze względu na utratę siedlisk.